# Leo Ryan
Leo Joseph Ryan, Jr. (5 de maio de 1925 – 18 de novembro de 1978) foi um político norte-americano do Partido Democrata. Foi deputado federal pela Califórnia de 1973 até seu assassinato na Guiana pelos membros do Peoples Temple pouco antes do massacre de Jonestown em 1978.
Ryan foi o primeiro e único congressista americano a ser assassinado devido às funções do mandato. Recebeu postumamente a Medalha de Ouro do Congresso, em 1983.

## Carreira
Após os distúrbios de Watts em 1965, Ryan conseguiu um emprego como professor substituto para investigar e documentar as condições na área de Los Angeles. Em 1970, ele iniciou uma investigação nas prisões da Califórnia. Enquanto presidia como presidente do comitê da Assembleia que supervisionava a reforma prisional, ele usou um pseudônimo para entrar na Prisão Estadual de Folsom como recluso. Durante seu tempo no Congresso, Ryan viajou para Newfoundland para investigar a prática da caça às focas. Ele também era conhecido por suas críticas vocais à falta de supervisão do Congresso da Agência Central de Inteligência (CIA) e foi co-autor da Emenda Hughes-Ryan, aprovada em 1974, que exige que o presidente dos Estados Unidos relate atividades secretas da CIA ao Congresso.
Em 1978, Ryan viajou para a Guiana para investigar alegações de que pessoas estavam sendo mantidas contra sua vontade no assentamento Peoples Temple Jonestown. Ele foi baleado e morto em uma pista de pouso em 18 de novembro, quando ele e seu grupo tentavam partir. Pouco depois dos tiroteios na pista de pouso, 909 membros do assentamento de Jonestown morreram em um assassinato em massa - suicídio ao beber Flavor Aid misturado com cianeto. Ryan foi o segundo membro titular da Câmara dos Representantes dos Estados Unidos a ser assassinado no cargo, depois de James M. Hinds em 1868.

## Histórico eleitoral
Fonte
Eleição de 1978 para a Câmara dos Representantes dos EUA (CD 11)
- Leo J. Ryan (D), 60,5%
- Dave Welch (R), 35,6%
- Nicholas W. Kudrovzeff (American Independent) 3,9%

Eleição de 1976 para a Câmara dos Representantes dos EUA (CD 11)
- Leo J. Ryan (D), 61,1%
- Bob Jones (R), 35,4%
- Nicholas W. Kudrovzeff (American Independent) 3,5%

Eleição de 1974 para a Câmara dos Representantes dos EUA (CD 11)
- Leo J. Ryan (D), 75,8%
- Brainard G. "Bee" Merdinger (R), 21,3%
- Nicholas W. Kudrovzeff (American Independent) 2,9%

Eleição de 1972 para a Câmara dos Representantes dos EUA (CD 11)
- Leo J. Ryan (D), 60,4%
- Charles E. Chase (R), 37%
- Nicholas W. Kudrovzeff (American Independent) 2,6%

Corrida de 1970 para a Assembleia do Estado da Califórnia (AD 27)
- Leo J. Ryan (D), 73,2%
- John R. Sherman (R), 23,1%
- John Lynch (American Independent) 3,8%

Eleição de 1968 para a Assembléia Estadual da Califórnia (AD 27)
- Leo J. Ryan (D), 99,8%
- Will Slocum (I), 0,2%

Eleição de 1966 para a Assembleia do Estado da Califórnia (AD 27)
- Leo J. Ryan (D), 56,9%
- Robert N. Miller (R), 43,1%

Eleição de 1964 para a Assembleia do Estado da Califórnia (AD 27)
- Leo J. Ryan (D), 69%
- Andrew C. Byrd (R), 31%

Eleição de 1962 para a Assembleia do Estado da Califórnia (27 AD)
- Leo J. Ryan (D), 63,5%
- Andrew C. Byrd (R), 36,5%

Eleição de 1958 para a Assembleia do Estado da Califórnia (AD 25)
- Louis Francis (R), 50,6%
- Leo J. Ryan (D), 49,4%

## Publicações
Livros
- USA/From Where We Stand: Readings in Contemporary American Problems, paperback book, Fearon Publishers (1970)
- Understanding California Government and Politics, 152 pags., Fearon Publishers (1966)

Relatórios do Congresso
- NATO, pressures from the southern tier: relatório de uma missão de estudo à Europa, 5 a 27 de agosto de 1975, de acordo com H. Res. 315, 22 páginas, publicado pela United States Government Print Office, 1975
- Vietnam and Korea: Human rights and U.S. assistance: um relatório de missão de estudo do Comitê de Relações Exteriores, Câmara dos Representantes dos EUA, 15 páginas, publicado pelo Gabinete de Imprensa do Governo dos Estados Unidos, 1975
- The United States oil shortage and the Arab-Israeli conflict: relatório de uma missão de estudo ao Oriente Médio de 22 de outubro a 3 de novembro de 1973, 76 páginas, publicado pela United States Government Print Office, 1973